# (9772) 1993 MB
A (9772) 1993 MB a Naprendszer kisbolygóövében található aszteroida. Timothy B. Spahr fedezte fel 1993. június 16-án.